# Hibiscus fanambanensis
Hibiscus fanambanensis är en malvaväxtart som beskrevs av M.Pignal och Phillipson. Hibiscus fanambanensis ingår i Hibiskussläktet som ingår i familjen malvaväxter. Inga underarter finns listade i Catalogue of Life.